# علي أصغر حسن زاده
علي أصغر حسن زاده (بالفارسية: علی‌اصغر حسن‌زاده) هو لاعب كرة الصالات ‏ ولاعب كرة قدم إيراني في مركز الهجوم، ولد في 2 نوفمبر 1987 في قم في إيران. لعب مع Tasisat Daryaei FSC ‏.

## وصلات خارجية
- علي أصغر حسن زاده على موقع الاتحاد الدولي (مؤرشف)  (الإنجليزية)